# Lenaert Jacobszoon
Lenaert Jacobszoon est un navigateur néerlandais du XVIIe siècle.

## Biographie
Originaire de Arnhem, capitaine du Mauritius au service de la Compagnie néerlandaise des Indes orientales, il aborde le 31 juillet 1618 avec Willem Janszoon et Antonio van Diemen, au North West Cape dans le Sud de l'Australie dans la zone de l'actuelle Exmouth Bay, croyant qu'il s’agissait d'une grande île. 
Il découvre aussi et nomme la Wilhelm's River, vraisemblablement l'actuelle Ashburton. 
Jules Verne le nomme par erreur « Zeachen » dans Les Enfants du capitaine Grant (partie 2, chapitre IV).